# Tom Gompf
Thomas Eugen "Tom" Gompf, född 17 mars 1939 i Dayton i Ohio, är en amerikansk före detta simhoppare.
Gompf blev olympisk bronsmedaljör i höga hopp vid sommarspelen 1964 i Tokyo.